# Bayamoncito
Bayamoncito es un barrio ubicado en el municipio de Aguas Buenas en el estado libre asociado de Puerto Rico. En el Censo de 2010 tenía una población de 1738 habitantes y una densidad poblacional de 202,3 personas por km².

## Geografía
Bayamoncito se encuentra ubicado en las coordenadas 18°14′8″N 66°9′49″O / 18.23556, -66.16361. Según la Oficina del Censo de los Estados Unidos, Bayamoncito tiene una superficie total de 8.59 km², de la cual 8.58 km² corresponden a tierra firme y (0.12%) 0.01 km² es agua.

## Demografía
Según el censo de 2010, había 1738 personas residiendo en Bayamoncito. La densidad de población era de 202,3 hab./km². De los 1738 habitantes, Bayamoncito estaba compuesto por el 73.59% blancos, el 13.18% eran afroamericanos, el 0.92% eran amerindios, el 0.06% eran asiáticos, el 0.29% eran isleños del Pacífico, el 9.32% eran de otras razas y el 2.65% pertenecían a dos o más razas. Del total de la población el 99.42% eran hispanos o latinos de cualquier raza.